# 퍼스텍
퍼스텍 주식회사(영어: Firstec)는 대한민국의 항공우주 및 유도무기 기업으로,국방연구원 등과 함께 지뢰제거 로봇을 개발한 이력을 가지고 있다.

## 역사 및 현황
1975년 9월에 제일정밀공업이라는 법인으로 설립되었다.